# Tesla Semi

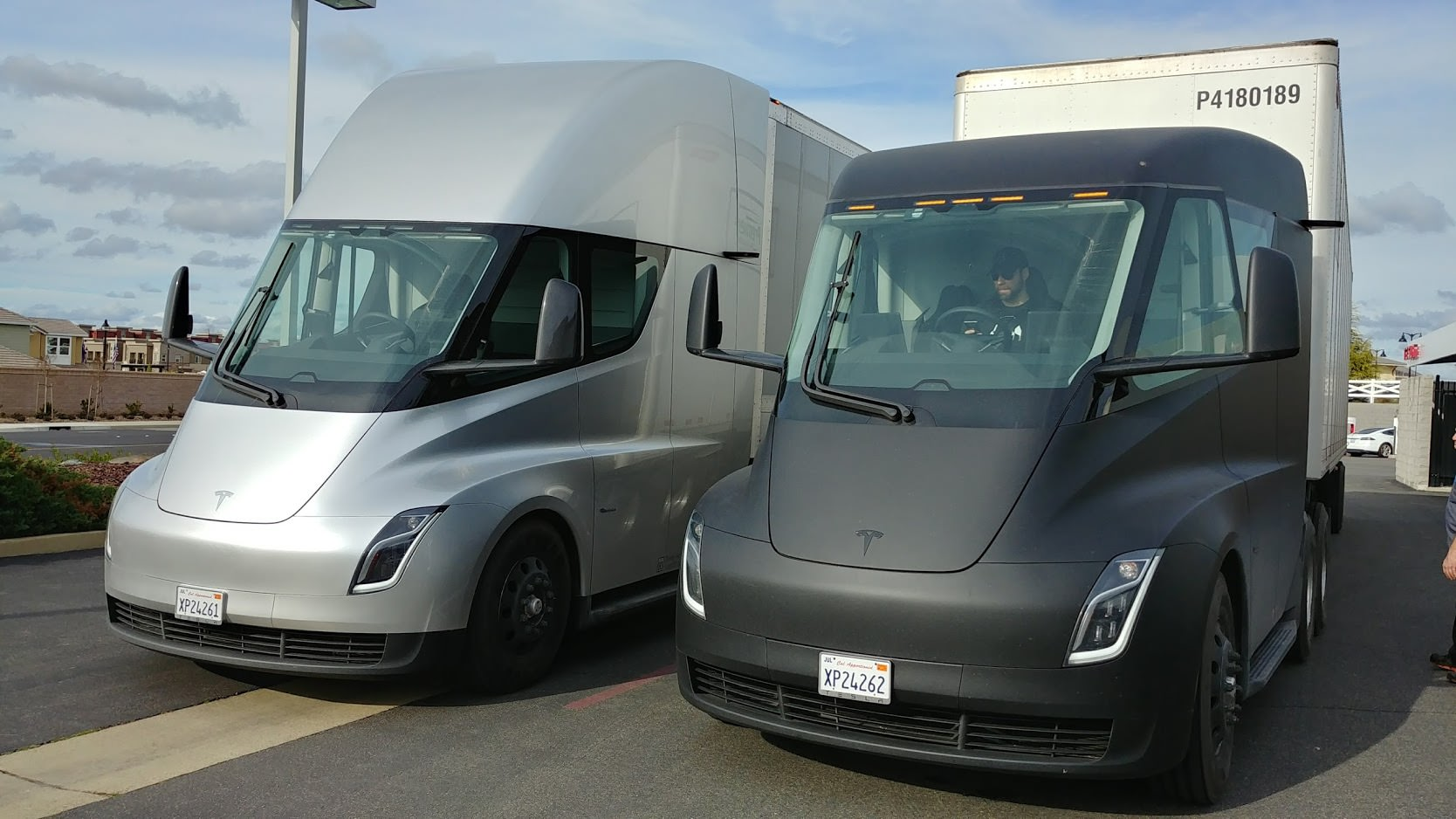
Um Tesla Semi prata e outro preto em Rocklin, Califórnia

O Tesla Semi é um caminhão semirreboque elétrico Classe 8 a bateria da Tesla. O caminhão é movido por três motores, e é reivindicado como tendo aproximadamente três vezes a potência de um típico caminhão a diesel, um alcance de 800 km e operam com um consumo de energia inferior a 2 kWh/mi (1.2 kW·h/km).
Dois veículos-conceito foram revelados em novembro de 2017. A produção do Tesla Semi foi originalmente planejada para começar em 2019, com a Tesla projetando a fabricação de até 100.000 caminhões por ano até 2022. No entanto, a produção começou em outubro de 2022, e as entregas iniciais foram feitas para a PepsiCo em dezembro de 2022.